# Due vite per caso
Due vite per caso è un film del 2010 diretto da Alessandro Aronadio, liberamente ispirato al racconto Morte di un diciottenne perplesso di Marco Bosonetto.

## Trama
Matteo e Sandro, diretti al pronto soccorso, tamponano l’auto di due poliziotti che li arrestano maltrattandoli impunemente.

## Distribuzione
È stato distribuito nelle sale il 7 maggio 2010, distribuito dalla Lucky Red.

## Riconoscimenti
- 2010 - Nastro d'argento
  - Migliore attrice non protagonista a Isabella Ragonese